# 田端幸三郎
田端幸三郎（1886年2月4日—1963年7月31日）為日本政府官員，本籍日本和歌山縣，東京帝國大學英法科畢業。田端幸三郎於1927年受台灣總督府派任，接替太田吾一，於台灣台北市擔任台北市尹一職。該官職約等於今台北市市長。後歷任新竹州知事、總督府專賣局長、殖產局長等職。台北市尹任內曾提出敷設路面電車的計畫。
1963年7月31日晚上7點於東京都新宿區第一國立醫院（今國立國際醫療研究中心）因肺氣腫逝世，享年76歲。